# Pławna (województwo dolnośląskie)
Pławna – wieś w Polsce, położona w województwie dolnośląskim, w powiecie strzelińskim, w gminie Strzelin.
| SIMC    | Nazwa   | Rodzaj     |
| ------- | ------- | ---------- |
| 0880627 | Maszyce | przysiółek |

## Podział administracyjny
W latach 1975–1998 miejscowość położona była w województwie wrocławskim.

## Nazwa
Pierwsza wzmianka o miejscowości Pławna pochodzi z połowy XIV stulecia. Źródła historyczne wspominają o istnieniu na tych ziemiach osady pod nazwą Plaw już w roku 1355. W późniejszych przekazach wielokrotnie ulega zmianie pisownia nazwy wsi. I tak w roku: 1388 Plawenow, 1415 Plowe, 1449 Ploh, 1454 Plow, a w 1559 Plaw. Na mapie okręgu strzelińskiego z XVIII wieku zapisano Ployhe bądź Playhe. Do połowy roku 1945 istniała forma zapisu Plohe. Po zakończeniu II wojny światowej, wraz z napływem polskich osadników na tzw. ziemie odzyskane, nazwa została spolszczona na formę Płoć. Obowiązywała ona do końca roku 1947. Od roku 1948 do chwili obecnej obowiązuje nazwa Pławna.

## Historia

### Właściciele
Miejscowość wielokrotnie zmieniała właściciela, a najdłużej, bo od końca XVIII wieku (rok 1788) do zakończenia II wojny światowej (rok 1945) znajdowała się w rękach rodziny Richthofen, kiedy to nastąpił jak na owe czasy znaczny rozwój. W roku 1783 wieś zamieszkiwało 96 mieszkańców, a w roku 1900 w Pławnej było ich już 315. Od 1548 istniał w miejscowości książęcy folwark, do którego Richthofenowie dobudowali dodatkowo nowy pałac (został on całkowicie rozebrany w latach 50. XX wieku).

### Okres powojenny
W latach powojennych zabudowania folwarczne stały się własnością Państwowego Gospodarstwa Rolnego (PGR), a pozostałe ziemie, w ramach reformy rolnej, rozdysponowano na poszczególnych mieszkańców. W późniejszym okresie (lata 80. XX wieku) powstało we wsi osiedle domów wielorodzinnych dla pracowników PGR.